# 26757 Bastei
26757 Bastei este un asteroid din centura principală de asteroizi.

## Descriere
26757 Bastei este un asteroid din centura principală de asteroizi. A fost descoperit pe 20 mai 2001 la Drebach la Observatorul Drebach. El prezintă o orbită caracterizată de o semiaxă mare de 2,58 ua, o excentricitate de 0,27 și o înclinație de 13,0° în raport cu ecliptica.